# Моноподий

Схема моноподиального ветвления

Монопо́дий (от моно- и греч. ποδός — родительный падеж от греч. πούς, «нога») — осевой орган растения (ствол, ветвь, корень или корневище), образовавшийся вследствие активности одной верхушечной меристемы. При моноподиальном ветвлении боковые оси всегда будут меньше материнской оси, от которой они ответвились, и будут расположены под углом к направлению роста этой оси.